# Монреальский зимний карнавал
Монреальский зимний карнавал (фр. Carnaval d'hiver de Montréal) — праздничный фестиваль, проводившийся в 1880-х годах в Монреале, Канада.
В период с 1883 по 1889 год было организовано пять таких карнавалов. Они не проводились в 1886 году из-за эпидемии оспы и в 1888 году по причине прекращения финансирования со стороны железнодорожных компаний.

## История
В 1882 году на ежегодном банкете членов клуба Montreal Snowshoe Club адвокат M.R. McGibbon предложил идею проведения в Монреале зимнего фестиваля. В следующем, 1883 году, он же открыл на монреальской Дорчестерской площади первый зимний карнавал. Достопочтенный Мэтью Гамильтон Голт стал его комиссаром. Отличительными особенностями монреальского зимнего карнавала были:
- Он стал первым зимним карнавалом в Америке и одним из первых в мире.
- Впервые официальное праздничное мероприятие было организовано для поощрения туризма (иностранным журналистам было отведено специальное пресс-помещение).
- Впервые в Северной Америке в рамках карнавала был построен на городской площади ледовый дворец (это произошло спустя более ста лет после того, как русская императрица Анна Иоанновна в России построила для веселья ледовый городок).
- В 1883 году здесь впервые на карнавале был представлен хоккейный турнир.

Мероприятия на карнавале были самыми разнообразными — катание на санях, походы на снегоступах; были организованы турниры по кёрлингу и хоккею. Апофеозом праздников был штурм ледового дворца. Проводились гала-концерты и маскарады, всё сопровождалось фейерверками, финальные празднества проводились на Дорчестерской площади. На карнавал приглашались важные гости из Канады и США.
Последний зимний карнавал в Монреале был проведён в 1889 году. Из-за возросших расходов на его проведение и конкуренцию со стороны аналогичных карнавалов, проводимых в Сент-Поле (штат Миннесота) и Саратоге (штат Нью-Йорк), монреальские власти решили больше их не проводить.
Интересно, что генерал-губернатор Канады лорд Стэнли впервые познакомился с хоккеем на Монреальском зимнем карнавале 1889 года. Под впечатлением от соревнования он решил создать трофей, который впоследствии стал знаменитым Кубком Стэнли.

### Ледовый дворец
Проект ледового (ледяного) дворца для зимнего карнавала в Монреале был поручен монреальскому архитектору Александру Хатчисону в 1883 году. Первый ледяной дворец был построен на городской площади. Его внешние стены достигали 27 метров длины и 6 метров высоты. Главная башня в центре дворца возвышалась на 27 метров. Имелись несколько башен высотой 15 метров. Дворец имел крышу, сооружённую из хвойных лап, покрытых льдом.
Дворец 1885 года представлял собой величайшее сооружение среди всех созданных на этом карнавале, построенное из почти 12 000 блоков льда, вырезанных с поверхности реки Святого Лаврентия, он был оснащён декоративным электрическим освещением. Длина дворца составила 48,7 метров, ширина — 19,5 метров в ширину, центральная башня была высотой 24 метра.
После Монреаля Александр Хатчисон и его брат Джордж продолжили строить дворцы в других городах США.